# Protéine membranaire intégrale

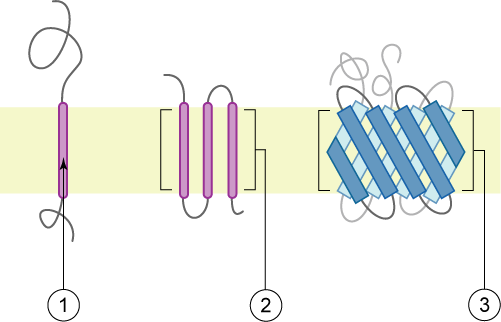
Exemples de protéines membranaires polytopiques.

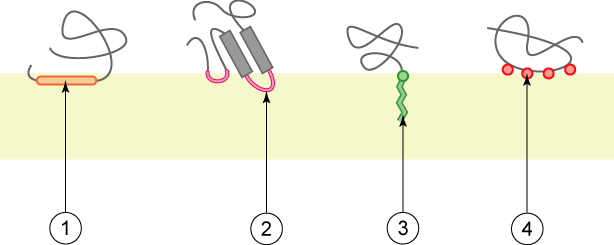
Exemples de protéines membranaires monotopiques.

Une protéine membranaire intégrale, ou protéine intégrale de membrane, est une protéine en interaction permanente avec une membrane biologique. Toutes les protéines transmembranaires sont des protéines membranaires intégrales, mais toutes les protéines membranaires intégrales ne sont pas nécessairement transmembranaires. Les protéines membranaires intégrales constituent une fraction importante des protéines membranaires — et en fait de toutes les protéines — encodées par le génome d'un être vivant. Les protéines qui traversent une membrane sont entourées d'une couche annulaire de lipides membranaires en interaction étroite avec elles.
La structure tridimensionnelle d'environ 160 protéines membranaires intégrales différentes a été déterminée à résolution atomique par cristallographie aux rayons X ou par spectroscopie RMN. Ces analyses sont malaisées en raison des difficultés liées à la purification de ces protéines et à leur cristallisation. Par ailleurs, la structure tridimensionnelle de nombreux domaines protéiques hydrophiles est disponible dans la Protein Data Bank. 
Les protéines membranaires intégrales peuvent être rangées en deux groupes :
- protéines polytopiques, qui sont nécessairement transmembranaires car elles sont en contact avec les deux compartiments délimités par la membrane ;
- protéines monotopiques, qui ne sont en contact qu'avec l'un des deux compartiments délimités par la membrane.

Parmi les protéines membranaires intégrales, on compte notamment des transporteurs membranaires, des canaux ioniques, des récepteurs membranaires, des enzymes, des domaines protéiques d'ancrage membranaire et des protéines intervenant dans l'adhésion cellulaire. La classification des transporteurs membranaires est disponible dans la Transporter Classification Database. Quelques exemples :
- Le récepteur de l'insuline (en)
- Certains types de protéines d'adhésion cellulaire (CAM), telles que les intégrines, les cadhérines, les CD56 (Neural Cell Adhesion Molecules) ou les sélectines
- Certains récepteurs transmembranaires (ex. pompe à protons)
- La glycophorine
- La rhodopsine
- Les perméases
- Les canaux ioniques
- Les protéines des jonctions communicantes
- Les récepteurs couplés aux protéines G.